# Ángelo Henríquez
Ángelo José Henríquez Iturra (* 13. April 1994 in Santiago de Chile) ist ein chilenischer Fußballspieler. Er ist der Bruder von César Henríquez, ebenfalls Fußballspieler.

## Vereinskarriere

### Karrierebeginn in Chile und Vorvertrag mit Manchester United
Ángelo Henríquez hatte mit 13 Jahren begonnen in der Jugendabteilung des CF Universidad de Chile Fußball zu spielen. Zuvor spielte der junge Chilene noch Tennis. Noch während seiner Jugendzeit wurde mit dem renommierten englischen Verein Manchester United ein Vorkaufsrecht vereinbart. In der Saison 2011 erhielt der junge Stürmer zunächst einen Vertrag für die erste Mannschaft des CF Universidad. Seine Mannschaft gewann die Meisterschaft und die Copa Sudamericana 2011, der junge Henríquez kam jedoch noch nicht zum Einsatz. Im Jahr 2012 erhielt er das Vertrauen des Trainers und schoss Tore in allen Wettbewerben. Mit acht Treffern in zehn Ligaspielen war er am Gewinn der Apertura 2012 beteiligt. Auch in der Copa Libertadores 2012 konnte er mit vier Treffern in zehn Spielen durchaus überzeugen. CF Universidad scheiterte erst im Halbfinale an den Boca Juniors aus Argentinien. Im September 2012 wurde Henríquez' Vorvertrag mit Manchester vollzogen. Der junge Chilene wurde bei den Red Devils nur in der U-21 Premier League eingesetzt.

### Leihgeschäfte mit Wigan und Saragossa
Um weitere Spielpraxis zu sammeln, wurde Henríquez im Januar 2013 an Wigan Athletic verliehen. Obwohl er gleich in seinem ersten Ligaeinsatz für Wigan nur wenige Minuten nach seiner Einwechslung ein Tor erzielen konnte, erhielt er in der Folge zunächst keine Einsatzzeit mehr. Trainer Roberto Martínez setzte auf Arouna Koné, nachdem dieser von der Afrikameisterschaft zurückgekehrt war. Daran änderte sich bis zum Ende der Leihe nichts mehr und Henríquez absolvierte insgesamt nur vier Ligaspiele als Einwechselspieler. Öfter kam er dagegen im FA Cup 2012/13 zum Einsatz, welchen seine Mannschaft völlig überraschend mit 1:0 gegen den Vizemeister Manchester City gewann. Im Finalspiel saß der Chilene auf der Bank, wurde aber nicht eingewechselt.
Am 28. August 2013 wechselte Henríquez bis zum Ende der Saison 2013/14 in die spanische Segunda División zu Real Saragossa. Der Klub war zuvor nach vier Jahren in der ersten Liga abgestiegen. Gleich in den ersten Spielen wusste der junge Chilene zu überzeugen und erzielte vier Treffer und eine Vorlage bei sechs Einsätzen. In der weiteren Saison konnte er den Trend nicht fortsetzen und musste vermehrt auf der Ersatzbank oder der Tribüne Platz nehmen. Erst nach Übernahme durch den neuen Trainer Víctor Muñoz im März 2014 kämpfte Henríquez sich zurück ins Team und wurde bis zum Saisonende hauptsächlich im linken Mittelfeld eingesetzt.

### Leihe und Wechsel zu Dinamo Zagreb
Am 11. August 2014 unterzeichnete der Chilene einen weiteren Leihvertrag und wechselte für die Saison 2014/15 zum kroatischen Rekordmeister Dinamo Zagreb. Bereits vier Tage später wurde er im Ligaspiel gegen RNK Split nach 73 Minuten für Duje Čop eingewechselt und verteidigte mit seinem Team die bestehende 1:0-Führung. Bis zum Saisonende wurde der Chilene wie schon zuvor in Saragossa vornehmlich als Wechselspieler eingesetzt. Völlig überlegen und ohne eine einzige Niederlage gewann Zagreb zum zehnten Mal in Folge die kroatische Meisterschaft und wurde zudem Pokalsieger. In der UEFA Europa League 2014/15 scheiterte sein Verein in der Gruppenphase. Der Stürmer erzielte in allen drei Wettbewerben die meisten Tore für Zagreb. In der Liga wurde er zweitbester Torschütze hinter Andrej Kramarić, der schon in der Hinrunde 21 Tore erzielen konnte und dann im Winter zu Leicester City wechselte. Zur Saison 2015/16 wurde Henríquez nach der erfolgreichen Leihe schließlich fest verpflichtet.

### Weitere Stationen
Im Januar 2018 wechselte Henríquez nach Mexiko zu Atlas Guadalajara. Bereits im August des Jahres kehrte in seine Heimat zu Universidad de Chile zurück. Bei dem Klub blieb er bis zum Juni 2021. Dann nahm er ein Angebot des brasilianischen Klubs Fortaleza EC an. Der Kontrakt erhielt eine Laufzeit bis Jahresende 2022. Im April 2022 gewann Henríquez hier die 2022 und die Staatsmeisterschaft von Ceará 2022. Zur Saison 2022/23 ging der Spieler nach Polen zum Miedź Legnica in die Ekstraklasa. Hier erhielt einen Vertrag für drei Jahre.

## Nationalmannschaft
Ángelo Henríquez durchlief verschiedene Juniorennationalmannschaften und nahm beispielsweise an der U-15-Fußball-Südamerikameisterschaft 2009 sowie an der U-17-Fußball-Südamerikameisterschaft 2011 teil. Für die Chilenische Fußballnationalmannschaft debütierte er am 14. November 2012 bei der 1:3-Niederlage im Freundschaftsspiel gegen Serbien. Nach 20 Minuten wurde er für den verletzten Alexis Sánchez eingewechselt und erzielte in der 88. Minute den einzigen Treffer seiner Mannschaft. Henríquez gewann mit Chile zum ersten Mal in der Geschichte die Copa América 2015. Im dritten und letzten Gruppenspiel gegen Bolivien wurde er zur Halbzeit für den Starspieler Alexis Sánchez eingewechselt und konnte mit zwei Torvorlagen bis zum Spielende überzeugen (Endstand 5:0). Seinen zweiten Einsatz bekam er im Finalspiel gegen Argentinien, als er in der Verlängerung für Eduardo Vargas eingewechselt wurde und mit seiner Mannschaft das 0:0-Unentschieden bis zum Ende verteidigte. Im Elfmeterschießen siegten die Chilenen dann mit 4:1.

## Erfolge
Nationalmannschaft
- Copa América: 2015

Universidad de Chile
- Chilenischer Meister: Apertura 2012

	Wigan Athletic
- FA Cup: 2013

Dinamo Zagreb
- Kroatischer Meister: 2015, 2016
- Kroatischer Pokalsieger: 2015

Fortaleza
- Copa do Nordeste: 2022
- Staatsmeisterschaft von Ceará: 2022